# Stan Mortensen
Pour les articles homonymes, voir Mortensen.
Stanley Harding Mortensen, plus connu sous le nom de Stan Mortensen (né le 26 mai 1921 à South Shields ; décédé le 22 mai 1991), était un footballeur puis entraîneur de football anglais.

## Biographie
Avant-centre  à Blackpool dans les années 1940-1950, Mortensen reste aujourd'hui le seul joueur à avoir inscrit un hat-trick en finale de coupe d'Angleterre, à Wembley en 1953 (Blackpool-Bolton 4-3).
Il fut aussi le premier joueur à inscrire un but pour l'Angleterre dans une phase finale de coupe du monde, le 25 juin 1950 au Maracanã lors d'une victoire 2-0 des anglais contre le Chili.
Au total, il inscrira 23 buts en 25 sélections en équipe d'Angleterre.
Après sa carrière de joueur, Mortensen est devenu manager, entraînant Blackpool entre 1967 et 1969.

## Clubs
- Blackpool  Angleterre: 1946-1955
- Hull City  Angleterre: 1955-1957
- Southport  Angleterre: 1957-1958
- Bath City  Angleterre: 1958-1959
- Lancaster City  Angleterre: 1960-1962

## Palmarès
Blackpool
- Meilleur buteur du Championnat d'Angleterre de football (1) :
  - 1951: 30 buts.
- Vainqueur de la FA Cup (1) 
  - 1953.
- Finaliste de la FA Cup (2) 
  - 1948 & 1951.

- Lancashire Cup : 1954